# Phryxe saepium
Phryxe saepium là một loài ruồi trong họ Tachinidae.